# Українсько-шведські воєнно-політичні союзи XVII — XVIII ст. (срібна монета)
«Украї́нсько-шве́дські воє́нно-політи́чні сою́зи XVII — XVIII ст.» — срібна пам'ятна монета номіналом 10 гривень, випущена Національним банком України, присвячена укладання українсько-шведських союзів, а саме Корсунської угоди 1657 року, Великобудищанського трактату 1709 року, та на відзначення 300-річчя подій, пов'язаних з воєнно-політичним виступом гетьмана Івана Мазепи. Ці міжнародні угоди були спрямовані на здобуття державної незалежності Української держави.
Монету було введено в обіг 29 вересня 2008 року. Вона належить до серії «Інші монети».

## Опис монети та характеристики
| Номінал грн. | Метал            | Маса, грам   | Діаметр, мм. | Якість виготовлення | Гурт                           | Тираж, штук |
| ------------ | ---------------- | ------------ | ------------ | ------------------- | ------------------------------ | ----------- |
| 10           | срібло 925 проби | 31,1 / 33,62 | 38,61        | пруф                | гладкий із заглибленим написом | 5 000       |

### Аверс
На аверсі монети вгорі розміщено напис півколом «НАЦІОНАЛЬНИЙ БАНК УКРАЇНИ», малий Державний Герб України, під яким номінал монети та рік карбування — «10/ ГРИВЕНЬ/2008», стилізоване зображення сувоїв з печатками, що символізують українсько-шведські воєнно-політичні союзи.

### Реверс

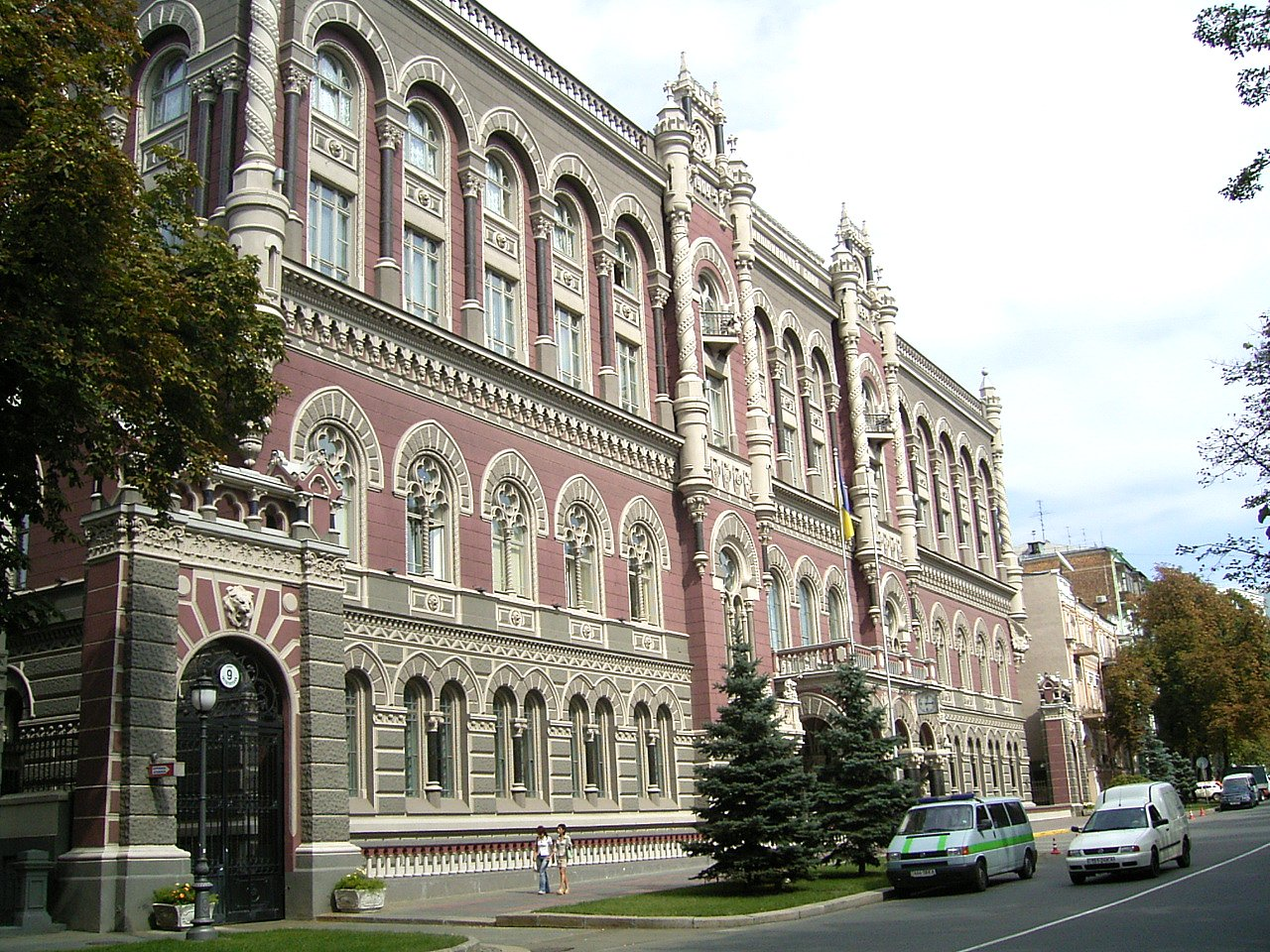
Будівля Національного банку України

На реверсі монети на тлі прапорів зображено портретний ряд — гетьмани Богдан Хмельницький та Іван Мазепа, королі Карл XII та Карл X Густав (зліва направо)— найбільш знакові персони відповідного історичного періоду.

## Автори
- Художники: Володимир Таран, Олександр Харук, Сергій Харук.
- Скульптори: Анатолій Дем'яненко, Володимир Дем'яненко.

## Вартість монети
Ціна монети — 444 гривні, була вказана на сайті Національного банку України 2011 року.
Фактична приблизна вартість монети з роками змінювалася так:
| Рік        | 2010 | 2011 | 2012 | 2013 | 2014 | 2015 | 2016 | 2017 | 2018 | 2019 | 2020 | 2021  | 2022  | 2023  | 2024  | 2025  |
| ---------- | ---- | ---- | ---- | ---- | ---- | ---- | ---- | ---- | ---- | ---- | ---- | ----- | ----- | ----- | ----- | ----- |
| Ціна, грн. | 400  | 500  | 550  | 600  | 500  | 550  | 850  | 820  | 770  | 710  | 670  | 1 000 | 1 450 | 1 750 | 2 600 | 2 800 |